# Список народных артистов Латвийской ССР
Звание Народный артист Латвийской ССР учреждено 20 февраля 1941 года. Ниже приведён список народных артистов Латвийской ССР по годам присвоения звания. Всего этого звания были удостоены 157 человек. 

## 1940-е (13 человек)

### 1944
- Берзинь, Рудольф Янович (1881—1949), оперный певец (драматический тенор)

### 1945
- Александрова, Александра Силантьевна (1905—1982), актриса театра
- Калниньш, Алфредс (1879—1951), органист, дирижёр, композитор
- Мелнгайлис, Эмиль (1874—1954), дирижёр, композитор
- Румниеце, Берта Фрицевна (1865—1953), актриса театра

### 1947
- Берзиня, Лилита (1903—1983), актриса театра и кино[1] (впоследствии народная артистка СССР — 1956)
- Осис, Янис Аугустович (1895—1973), актёр театра и кино, театральный режиссёр[2] (впоследствии народный артист СССР — 1956)
- Пакуль, Эльфрида Яновна (1912—1991), оперная певица (колоратурное сопрано)[3]
- Смильгис, Эдуард Янович (1886—1966), театральный режиссёр, актёр[4] (впоследствии народный артист СССР — 1948)
- Шпилберга, Людмила Екабовна[латыш.] (1886—1947), актриса театра

### 1949
- Амтман-Бриедит, Альфред Фрицевич (1885—1966), театральный режиссёр, актёр[5] (впоследствии народный артист СССР — 1953)
- Мельникова, Лидия Никитична (1879—1955), актриса театра
- Райзман, Юлий Яковлевич (1903—1994), кинорежиссёр[6] (впоследствии народный артист СССР — 1964)

## 1950-е (30 человек)

### 1950
- Клинтс, Анта (1893—1970), актриса театра и кино
- Шмитхене, Мирдза Карловна[латыш.] (1887—1978), актриса театра
- Эртнере, Фелицита (1891—1975), театральный режиссёр
- Юровский, Юрий Ильич (1894—1959), актёр театра и кино, театральный режиссёр[7] (впоследствии народный артист СССР — 1956)

### 1954
- Балюна, Вера Михайловна (1904—1978), театральный режиссёр
- Вилюманис, Александр Карлович (1910—1980), оперный певец (баритон)
- Дашков, Александр Михайлович (1914—2004), оперный певец (бас)
- Крампе, Вера Ивановна (1907—1977), оперная певица (сопрано)
- Леяскалне, Ольга Андреевна (1904—1980), актриса театра и кино
- Лудыня, Анна Эрнестовна (1906—1998), оперная певица (меццо-сопрано)
- Приеде, Анна Августовна (1920—2007), артистка балета
- Фринберг, Артур Фрицевич (1916—1984), оперный певец (драматический тенор) (впоследствии народный артист СССР — 1962)
- Эзериня, Эмма Яновна (1898—1967), актриса театра

### 1955
- Барабанов, Николай Сергеевич (1890—1970), актёр театра
- Бунчук, Екатерина Осиповна (1895—1968), актриса театра
- Вигнерс, Леонидс (1906—2001), дирижёр, композитор[8]

### 1956
- Берзинскис, Эвальд (1891—1968), виолончелист
- Гейне-Вагнер, Жермена Леопольдовна (1923—2017), оперная певица (лирико-драматическое сопрано)[9] (впоследствии народная артистка СССР — 1969)
- Жвигуле, Лилия Петровна (1902—1993), актриса театра и кино[10]
- Иванов, Янис Андреевич (1906—1983), композитор[11] (впоследствии народный артист СССР — 1965)
- Тангиева-Бирзниеце, Елена Александровна (1907—1965), артистка балета, балетмейстер
- Шмитс, Луйс (1907—1985), актёр театра и кино

### 1958
- Глухов, Владимир Яковлевич (1915—1996), актёр театра[10]
- Мурниекс, Николай Янович (1904—1977), актёр театра и кино, театральный режиссёр

### 1959
- Ванаг, Рудольф Янович (1892—1977), дирижёр
- Видениекс, Альфред (1908—2002), актёр театра[12]
- Вилциня, Велта Эйновна (1928—1995), артистка балета[8] (впоследствии народная артистка СССР — 1965)
- Гравелис, Петерис (1919—1995), оперный певец (баритон)
- Зиле, Эдгар Янович (1908—1986), актёр театра и кино[13]
- Катлап, Жанис Микелевич (1907—1968), актёр театра и кино

## 1960-е (31 человек)

### 1960
- Калниньш, Теодор Петрович[латыш.] (1890—1962), дирижёр
- Медыньш, Екабс (1885—1971), дирижёр, композитор

### 1962
- Тонс, Эдгар Оттович (1917—1967), дирижёр

### 1964
- Лиепа, Карлис (1905—1990), оперный режиссёр
- Лине, Велта Мартыновна (1923—2012), актриса театра и кино[9] (впоследствии народная артистка СССР — 1973)
- Себрис, Карлис Карлович (1914—2009), актёр театра и кино[9] (впоследствии народный артист СССР — 1974)
- Фреймане, Лидия Эдуардовна (1920—1992), актриса театра и кино[9] (впоследствии народная артистка СССР — 1970)

### 1965
- Артмане, Вия Фрицевна (1929—2008), актриса театра и кино[14] (впоследствии народная артистка СССР — 1969)
- Жилинский, Арвид Янович (1905—1993), пианист, композитор[15] (впоследствии народный артист СССР — 1983)
- Зариньш, Маргер Оттович (1910—1993), дирижёр, композитор[16] (впоследствии народный артист СССР — 1970)
- Клетниеце, Милда (1915—2008), актриса театра[17]
- Лейманис, Леонид Янович (1910—1974), кинорежиссёр[18]
- Митревице, Ирмгарде Альфредовна[латыш.] (1909—1994), театральный режиссёр, актриса
- Озолиньш, Янис Адольфович (1908—1981), дирижёр, композитор
- Павулс, Эдуард Карлович (1929—2006), актёр театра и кино[19]
- Ритенбергс, Харальд (р. 1932), артист балета
- Сингаевская, Вера Филипповна (1923—2014), актриса театра и кино
- Скулте, Адольф Петрович (1909—2000), композитор[9] (впоследствии народный артист СССР — 1979)
- Фишер, Микелис Микелевич[латыш.] (1915—1984), оперный певец (баритон, драматический тенор)
- Яунушанс, Алфредс (1919—2008), актёр театра и кино, театральный режиссёр[20] (впоследствии народный артист СССР — 1973)

### 1966
- Кубилис, Янис (1923—2024), актёр театра и кино

### 1967
- Луцис, Петерис Янович[латыш.] (1907—1991), театральный режиссёр, актёр
- Радзиня, Эльза Яновна (1917—2005), актриса театра и кино[21] (впоследствии народная артистка СССР — 1976)

### 1968
- Лиепа, Марис Эдуардович (1936—1989), артист балета[22] (впоследствии народный артист СССР — 1976)

### 1969
- Баруне, Элза[латыш.] (1909—1974), актриса театра и кино
- Ванадзинь, Николай Карлович (1892—1978), органист
- Зариньш, Янис[латыш.] (1893—1979) — театральный режиссёр, актёр[23]
- Михайлов, Алексей Алексеевич (1927—1987), актёр театра и кино
- Тимофеев, Георгий Петрович (1916—1991), актёр театра и кино
- Фринберг, Регина Станиславовна (р. 1928), оперная певица (сопрано)
- Цилинский, Гунар Альфредович (1931—1992), актёр театра и кино, кинорежиссёр[24] (впоследствии народный артист СССР — 1979)

## 1970-е (38 человек)

### 1970
- Баумане, Луция Албертовна (1905—1988), актриса театра и кино[25]
- Маркунас, Антанас Игнатьевич (1915—1977), артист цирка[26]

### 1971
- Грисле, Зигрида Альбертовна (1911—1975), актриса театра
- Купле, Дина (1930—2010), актриса театра и кино[27]
- Лемберг, Александр Янович (1921—1985), балетмейстер[28] (впоследствии народный артист СССР — 1982)

### 1972
- Зариньш, Карлис Карлович (1930—2015), оперный певец (драматический тенор)[29] (впоследствии народный артист СССР — 1976)

### 1973
- Гайлис, Даумантс Эдуардович[латыш.] (1927—1991), дирижёр
- Жагата, Улдис Вилюмович (1928—2015), артист балета, хореограф[30] (впоследствии народный артист СССР — 1988)
- Лейманис, Александр Оттович (1913—1990), актёр театра и кино, театральный и кинорежиссёр, сценарист[31]
- Лиедскалныня, Антра (1930—2000), актриса театра и кино[32]

### 1974
- Бертовский, Эрнест Язепович (1924—1996), виолончелист

### 1975
- Антипов, Гурий Владимирович (1935—1999), оперный и концертный певец (бас)
- Горбанёв, Геннадий Николаевич (р. 1950), артист балета
- Кокарс, Имантс (1921—2011), дирижёр[33] (впоследствии народный артист СССР — 1986)

### 1976
- Андерсоне-Силаре, Лайма[латыш.] (р. 1929), оперная певица (меццо-сопрано)
- Ваздикс, Херманис[латыш.] (1906—1994), актёр театра и кино
- Глазуп, Рихард Петрович (1920—1993), дирижёр, композитор (впоследствии народный артист СССР — 1981)
- Дрейере (Эррс), Зита Евгеньевна (р. 1952), артистка балета[34] (впоследствии народная артистка СССР — 1989)
- Кац, Аркадий Фридрихович (р. 1931), театральный режиссёр
- Клишанс, Арвид Эдуардович (р. 1934), валторнист
- Паулс, Раймонд Волдемарович (р. 1936), пианист, дирижёр, композитор[35] (впоследствии народный артист СССР — 1985)

### 1977
- Деркевица, Аусма[латыш.] (1929—2011), дирижёр
- Думинь, Ян Янович (1922—2011), дирижёр
- Кокарс, Гидо (1921—2017), дирижёр
- Лининьш, Арнольд (1930—1998), театральный режиссёр, актёр[36]
- Меднис, Харалдс (1906—2000), дирижёр
- Орделовскис, Гунар Вольдемарович[латыш.] (1927—1990), тромбонист, дирижёр, композитор[23][37]
- Плаценс, Гунар[латыш.] (1927—2024), актёр театра и кино
- Рачевскис, Эдгарс (1936—2022), дирижёр
- Цепитис, Имантс (1935—1993), дирижёр

### 1978
- Денисов, Степан Карпович (р. 1941), артист цирка
- Зариньш, Валдис (1942—2018), скрипач
- Кепитис, Янис (1908—1989), пианист, композитор
- Лиепиньш, Харий Янович (1927—1998), актёр театра и кино[38] (впоследствии народный артист СССР — 1988)
- Лиепиньш, Эдгар (1929—1995), актёр театра и кино[39]

### 1979
- Граубиня, Илзе (1941—2001), пианистка
- Каминскис, Валтерс Валтерович[латыш.] (1929—1997), композитор
- Романова, Хелена Андреевна[латыш.] (1928—1987), актриса театра и кино

## 1980-е (40 человек)

### 1980
- Зелтмате, Зинаида[латыш.] (1920—1991), артистка балета
- Леймане, Нина Яновна (1921—1999), актриса театра и кино
- Рая, Солвейга Павловна (р. 1944), оперная певица (сопрано)

### 1981
- Валтерс, Эвалдс (1894—1994), актёр театра и кино
- Кайякс, Янис (1931—2021), дирижёр, композитор
- Праудина, Райна Борисовна (1935—2019), актриса театра
- Синайский, Василий Серафимович (р. 1947), дирижёр

### 1982
- Баумане, Айя Артуровна[латыш.] (1932—2011), артистка балета, балетмейстер
- Боголюбов, Владимир Владимирович (1923—1995), актёр театра
- Незнамова, Нина Фатеевна (р. 1943), актриса театра[40]
- Панкрате, Янина Дмитриевна (1924—1997), артистка балета, балетмейстер
- Строде, Ирена Карловна[латыш.] (1921—2013), артистка балета, балетмейстер
- Туисова, Лариса Васильевна (р. 1948), артистка балета

### 1983
- Димитерс, Артур (1915—1986), актёр театра и кино[41]
- Иванычев, Евгений Иванович (р. 1937), актёр театра и кино[42]
- Лебедев, Марк Борисович (1937—2023), актёр театра
- Тихов, Борис Цоневич (1920—2002), актёр театра
- Яковлев, Гирт Александрович (р. 1940), актёр театра и кино

### 1985
- Калныньш, Имантс (р. 1941), композитор[43]

### 1986
- Брока, Терезе[латыш.] (1925—2018), дирижёр
- Дамбис, Паулс Екабович (р. 1936), композитор
- Кайриша, Астрида (1941—2021), актриса театра и кино[44]
- Калсонс, Ромуалдс (1936—2024), дирижёр, композитор
- Магоне, Имантс[латыш.] (1936—2008), балетмейстер
- Шапиро, Адольф Яковлевич (р. 1939), театральный режиссёр[45]

### 1987
- Думпис, Улдис Теодорович (р. 1943), актёр театра и кино[46]
- Матрозис, Илгварс Артурович[латыш.] (1938—1987), дирижёр
- Стренга, Юрис (р. 1937), актёр театра и кино, театральный режиссёр

### 1988
- Буровс, Арнолдс Альбертович (1915—2006), театральный режиссёр[47]
- Виллеруш, Марис Лаймонович[латыш.] (1936—2014), виолончелист
- Дреге, Олга (р. 1938), актриса театра и кино
- Кродерс, Ольгерт (1921—2012), актёр театра и кино, театральный режиссёр
- Лифшиц, Товий Борисович (1928—2015), скрипач, дирижёр
- Спрогис, Янис[латыш.] (1944—2022), оперный певец (лирический тенор)
- Ферда, Эрика (1914—1997), актриса театра и кино, хореограф[48]

### 1989
- Бейрис, Лита (р. 1952), артистка балета, балетмейстер
- Каткевич, Гунар Владиславович (1946—2007), артист цирка
- Петерсонс, Петерис (1923—1998), театральный режиссёр, драматург
- Скрастиньш, Имантс (1941—2019), актёр театра и кино
- Стунгуре, Зигрида (1928—2010), актриса театра и кино[49]

## 1990-е (5 человек)

### 1990
- Бренч, Алоиз Алоизович (1929—1998), кинорежиссёр, сценарист
- Зиедоне-Кантане, Аусма (1941—2022), актриса театра и кино[50]
- Квелде, Паулс[латыш.] (1927—2017), дирижёр
- Плакидис, Петерис Густа́вович (1947—2017), пианист, дирижёр, композитор
- Яканс, Вайронис (1927—2008), актёр театра и кино[51]